# Laimosemion
Laimosemion è un genere di piccoli pesci d'acqua dolce appartenenti alla famiglia Rivulidae.

## Distribuzione e habitat
Queste specie sono diffuse nelle acque dolci del Sudamerica.

## Descrizione
Le dimensioni sono minute, variando dai 1,8 cm di Plesiolebias altamira ai 5 cm di Plesiolebias xavantei.

## Acquariofilia
Alcune specie sono allevate in acquario ma soltanto da appassionati, vista la delicatezza del ciclo vitale di queste specie.

## Specie
Nel 2014 il genere conta 24 specie:
- Laimosemion agilae
- Laimosemion altivelis
- Laimosemion amanapira
- Laimosemion breviceps
- Laimosemion cladophorus
- Laimosemion corpulentus
- Laimosemion dibaphus
- Laimosemion frenatus
- Laimosemion geayi
- Laimosemion gransabanae
- Laimosemion kirovskyi
- Laimosemion lyricauda
- Laimosemion mahdiaensis
- Laimosemion nicoi
- Laimosemion paryagi
- Laimosemion rectocaudatus
- Laimosemion romeri
- Laimosemion sape
- Laimosemion strigatus
- Laimosemion tecminae
- Laimosemion torrenticola
- Laimosemion uakti
- Laimosemion uatuman
- Laimosemion xiphidius